# Райхман, Макс Леонидович
Макс Леонидович Райхман (1915 — 2009) — советский учёный, лауреат Сталинской премии (1951) и Ленинской премии (1961).

## Биография
Родился 7 марта 1915 года в Елисаветграде (ныне Кропивницкий, Украина).
Образование: окончил МЭИ (1941), инженер-электрик.
Трудовая деятельность:
- 1928—1931 — электромонтер завода «Электросталь»;
- 1932—1934 — Похоронен на Введенском кладбище.Похоронен на Введенском кладбище.Похоронен на Введенском кладбище.электрослесарь завода «Шарикоподшипник»;
- 1935—1936 — лаборант НИИ физики МГУ;
- 1937—1941 — и. о. инженера НИИ хлора (Москва);
- 1941—1944 — начальник лаборатории завода № 84,
- 1945—1946 — начальник отдела завода № 456 Минавиапрома;
- 1946—1950 — научный сотрудник Института атомной энергии (Москва);
- 1950—1962 — главный приборист, начальник опытного цеха разделительного производства Уральского электрохимического комбината (г. Новоуральск Свердловской обл.);
- 1962—1993 — начальник лаборатории, начальник отдела, старший научный сотрудник НИИ приборостроения (Москва).

Кандидат технических наук (1964).
Один из разработчиков и практической реализации диффузионного метода разделения изотопов урана. Руководил разработкой, внедрением и эксплуатацией приборов технологического контроля и аварийной защиты первого в СССР диффузионного завода.
Похоронен на Введенском кладбище.

## Признание
- орден Трудового Красного Знамени (1951)
- медали
- Сталинская премия второй степени (1951) — за научные и конструкторские работы по контролю технологического процесса диффузионного завода.
- Ленинская премия (1961)